# Magyar Királyi Kúria
A Magyar Királyi Kúria (más néven Magyar Kúria; röviden kir. kúria) mint felsőbíróság 1723 és 1949 között működött Magyarországon; 1848-ig Főméltóságú, Excelsa Curia (Regis), azután a magyar bírósági szervezetnek 1861-ben az országbírói értekezlet által való visszaállítása óta 1868-ig Magyarországnak országos felsőbírósága és legfőbb ítélőszéke volt.

## Története

### A 18. században
Jogtörténeti eredetét azok a törvényszékek képezik, melyeket az ország nagy bírái birói társaikkal együtt a király székhelyén tartották (latinul in Curia Regis). Az 1723-as átszervezés után a Kúria két részből állott, a főméltóságú Hétszemélyes Táblából (Excelsa Tabula Septemviralis) és a tekintetes Királyi Ítélőtáblából (Inclya Tabula Regia Judiciaria).

### A 19. században
1840-től (1840. XV. tc. II. rész 6. §-a) az addigi fennállt szervekhez járult a váltó feltörvényszék (Forum appelatorium cambiale) a Kúria külön önálló osztályaként. Az 1868. évi LIV. tc. (törvénykezési rendtartás) által megállapított bírósági szervezet szerint az országnak legfőbb törvényszéke, amely a Magyar Királyi Kúria néven a legfőbb bírói hatóságot gyakorolta és két szakosztályra oszlott. Az egyik mint semmítőszék a semmiségi esetekben, a másik mint harmadfolyamodású ítélőszék érdemleges kérdésekben határozott. Érvényes határozathozatalra az elnökön kívül 6, a semmítőszéknél azonban a harmadbíróság eljárásból felmerült semmiségi panaszok eseteiben legalább 10 bírói tagnak jelenléte kívántatott. 
Az 1881. évi LIX. tc. a semmítőszék külön szakosztályát megszüntette. A később érvényes törvény 2. §-a szerint a Magyar Kúria az a bíróság, mely Magyarországon (Horvát- és Szlavónországok kivételével) a legfőbb bírói hatóságot gyakorolja. A Kúria, ha a fellebbvitel öt tagú tanácsban hozott királyi táblai határozat ellen van intézve, vagy ha a királyi táblákra vonatkozó illetékesség-összeütközési kérdés döntendő el, 7 tagú, más ügyekben 5 tagú tanácsban határozott. Polgári ügyekben a hazai bíróságok között felmerült illetékességi összeütközések elintézése szinte a Kúria jogköréhez tartozott, míg bűnügyekben az illetékesség szabályozása csak a királyi táblák között vagy különböző királyi ítélőtáblák területén fekvő első folyamodású bíróságok között felmerült összeütközések esetében tartozott a Kúriára, ellenben az ugyanazon királyi ítélőtábla területén fekvő első bíróságok között felmerült illetékességi összeütközéseket első fokban az illetékes királyi ítélőtábla, másodfokban a Kúria döntötte el. Halálbüntetésre szóló jogerős ítéletek a Kúria kebelében alakított kegyelmi tanács elé kerültek véleményezésre. 
Az 1881. évi LIX. tc. 101. §-a szerint a magyar Kúria az országbíróból mint elnökből, a legfőbb ítélőszéki tanácselnökökből és a semmítőszéki és legfőbb ítélőszéki osztályok bíráiból alakult. Az 1883. március 29-én meggyilkolt Mailáth György volt az utolsó országbíró, aki a Kúria elnöki tisztét viselte. Az 1884. évi XXXVIII. tc. szerint addig, míg a Kúria szervezése iránt a törvényhozás végleg intézkedik, a magyar Kúria áll egy elnökből, egy másodelnökből, hét tanácselnökből és a fiumei és tengerészeti ügyek két előadójával együtt 62 rendes bíróból. Az elnök és a másodelnök a hivatal alapján és annak tartama alatt az 1885. évi VII. tc.-kel szervezett főrendiháznak is tagja. Az 1891. évi XVII. tc., miután a Budapesten elhelyezett királyi törvényszékek – a budapesti, a pestvidéki és a kereskedelmi és váltótörvényszék – elnökeit a Kúria rendes bíráinak létszámába sorozta, a rendes bírák létszámát 65-re emelte; az 1893. évi XXXII. tc. a mutatkozó szükséghez képest további legfeljebb 3 ítélőbíró kinevezését engedélyezte. A számfeletti ítélőbíró a legközelebbi üresedés esetén kineveztetése sorrendjében a rendes létszámú bírák sorába lépett. 
Az 1877. évi V. tc. és az említett 1893. évi XXXII. tc.-kel az igazságügy-miniszter felhatalmazást nyert, hogy a királyi ítélőtáblai bírákat a Kúriánál kisegítő bírákként alkalmazhassa. A nyugdíjtörvény rendelkezésétől eltérően a Kúria ítélőbírái nem a 65., hanem a 70. életévük betöltésével léptek nyugalomba, kivéve, ha az igazságügy-miniszter őket hivataluk folytatására felszólította és szolgálni kívántak. A Kúria az 1890-es évek végén 7 polgári és 5 büntető tanácsra oszlott. A 3. polgári tanácsba az úrbéri és bányaügyek, a 4.-be a kereskedelmi, váltó- és csődügyek tartoztak.

## A 20. században
A 20. század elején az ítélkezést a Magyar Kúria mellett 5 ítélőtábla, 67 királyi törvényszék és 150 járásbíróság látta el. A második világháború után fokozatosan kiépült a szovjet típusú társadalmi-gazdasági és hatalmi-intézményi rendszer. Az ezt segítő bírósági szervezet és ítélkezés létrehozása, valamint a közállapotok megváltozása 1949-re érkezett el utolsó szakaszához. Ebben az évben megszüntették a Magyar Kúriát (utolsó elnöke dr. Kerekess István volt 1945-től 1949-ig).